# Coucou violet
Chrysococcyx xanthorhynchus
Espèce
Statut de conservation UICN

 LC  : Préoccupation mineure
Le Coucou violet (Chrysococcyx xanthorhynchus) est une espèce d'oiseaux de la famille des Cuculidae.

## Répartition
Son aire de répartition s'étend sur le nord-est de l'Inde et l'Asie du Sud-Est (où il est résident permanent). Il est rare au Cambodge.

## Liste des sous-espèces
Selon la classification de référence du Congrès ornithologique international (15.1, 2025) il se répartit en deux sous-espèces :
- Chrysococcyx xanthorhynchus xanthorhynchus (Horsfield, 1821)
- Chrysococcyx xanthorhynchus amethystinus (Vigors, 1831) — Philippines